# Bianca Scacciati
Bianca Scacciati (Firenze, 3 luglio 1894 – Brescia, 16 ottobre 1948) è stata un soprano italiano.

## Biografia
Nata da una famiglia di ferrovieri appassionati di lirica, si dimostrò fin da bambina molto dotata nel canto. La prima a riconoscere le sue doti di soprano fu la maestra di canto Ernesta Bruschini, sorella della più nota Matilde.
Il 1º novembre 1917, ventiquattrenne, debuttò presso il Teatro alla Pergola di Firenze nel ruolo di Margherita in Faust nella versione italiana, proseguendo poi con lo stesso ruolo presso il Teatro Comunale di Bologna, con a fianco celebri artisti come Alessandro Bonci, Vincenzo Bettoni e Luigi Piazza. Già nel biennio 1920-1921 fu scritturata a Bologna, Napoli e Verona. Il 27 luglio del 1920 cantò all'Arena di Verona in Mefistofele in una delle primissime stagioni del teatro, a fianco di Nazzareno De Angelis e Aureliano Pertile. Nel 1922 compì la prima delle sue sei tournée in Sudamerica dove, per sostituire una collega indisposta,  interpretò con successo per la prima volta Aida.
Presso il Teatro alla Scala fu una presenza ricorrente fino al 1933 (vedi paragrafo relativo). Nel 1927 debuttò al Covent Garden di Londra nella prima rappresentazione londinese di Turandot, nel ruolo della protagonista. Al Teatro Costanzi di Roma trionfò in Tosca nel 1924 e poi fu anche Turandot nel '28, opera che la vide protagonista anche al Teatro San Carlo di Napoli nel 1929. Cantò anche al Teatro Colòn di Buenos Aires nel 1928 in Aida, Il trovatore, Manon Lescaut, Un ballo in maschera. Sempre in Sud America contò anche a Rio de Janeiro e San Paulo.
In occasione del debutto a Roma con Turandot, fu invitata da Benito Mussolini a Palazzo Venezia per ricevere direttamente dalle sue mani una fotografia con dedica. Giustificandosi con l'impegno di preparare la Messa da requiem, declinò l'invito coerentemente con le tradizioni socialiste della famiglia da cui proveniva. Lo "sgarbo" a Mussolini le costò un tacito ostracismo, per cui fu costretta a proseguire la sua carriera cantando prevalentemente nei teatri sudamericani.
Nel 1933 sposò il collega Giulio Poli e si stabilì a Brescia, città d'origine di quest'ultimo. Si ritirò dalle scene nel 1942.

## Elenco opere alla Scala
Presenza stabile al Teatro alla Scala, era stata chiamata da Arturo Toscanini per un'audizione nel 1926, ma aveva orgogliosamente rifiutato, invitando il Maestro alla prima del Don Carlo a Roma. Il fascino della sua voce e la sua ottima presenza scenica lo colpirono, tanto da scritturarla immediatamente.
Di seguito riportate le opere interpretate alla Scala dalla Scacciati nei vari anni:
- Aprile 1926 - Tosca (Giacomo Puccini) - Pertile (Cavaradossi), Stabile (poi Galeffi) (Scarpia), Baccaloni - Dir. Toscanini
- Aprile 1926 - Nerone (Arrigo Boito) - Trantoul (Nerone), Franci (Fanuel), Journet (Simon Mago) - Dir. Toscanini
- Dicembre 1926 - Turandot (Giacomo Puccini) - Scacciati (poi Llacer) (Turandot), Franco Lo Giudice (poi Merli poi Melandri) (Calaf), Zamboni (poi Pampanini) (Liù), Walter (Timur) - Dir. Panizza
- Novembre 1927 - Otello (Giuseppe Verdi) - Trantoul (Otello), Stabile (Jago) - Dir. Toscanini
- Dicembre 1927 - Siberia (Umberto Giordano) - Merli (Vassili), Baccaloni (Il capitano) - Dir. Panizza
- Dicembre 1927 - Cavalleria Rusticana (Pietro Mascagni) - Merli (Turiddu), Scacciati (Santuzza) - Dir. Toscanini
- Gennaio 1928 - Turandot (Giacomo Puccini) - Scacciati (Turandot), Merli (Calaf) (poi Kiepura), Pampanini (Liù), Walter (Timur) - Dir. Panizza
- Aprile 1928 - Don Carlo (Giuseppe Verdi) - Trantoul (Don Carlo), Pasero (Filippo II), Stignani (Eboli), Galeffi (Rodrigo), Walter (Grande Inquisitore) - Dir. Toscanini
- Dicembre 1928 - Tosca (Giacomo Puccini) - Pertile (poi Granda, poi Kiepura) (Cavaradossi), Stabile (poi Galeffi) (Scarpia), Baccaloni - Dir. Santini
- Marzo 1929 - Turandot (Giacomo Puccini) - Scacciati (Turandot), Favero (Liù), Thill (Calaf), Walter (Timur) - Dir. Panizza
- Marzo 1929 - Un Ballo in Maschera - Pertile (Riccardo), Scacciati (Amelia), Minghini Cattaneo (Ulrica), Galeffi (Renato), Baccaloni (Tom) - Dir. Santini
- Dicembre 1929 - La Vestale (Gaspare Spontini) - Arangi-Lombardi (Poi Vera Amerighi Rutili) (La gran Vestale) Molinari (Cinna), Scacciati (Giulia), Vaghi (Sommo sacerdote) - Dir. Guarnieri
- Dicembre 1929 - La Forza del Destino (Giuseppe Verdi) - Scacciati (Leonora), Pertile (Don Alvaro), Stignani (Preziosilla), Molinari (Don Carlo), Marone (Padre Guardiano) - Dir. Del Campo
- Gennaio 1930 - Turandot (Giacomo Puccini) - Scacciati (Turandot), Thill (Calaf), Saraceni (Liù), Walter (Timur) - Dir. Del Campo
- Febbraio 1930 - Il Trovatore (Giuseppe Verdi) - Lauri-Volpi (poi Merli) (Il Conte di Luna), Scacciati (Leonora), Franci (Conte di Luna), A. Dal Monte (poi Stignani) (Azucena) - Dir. Guarnieri
- Dicembre 1930 e gennaio 1931 - I Lombardi alla Prima Crociata (Giuseppe Verdi) - Merli (Oronte), Scacciati (Giselda), Ciani (Arvino), Sabat (Acciano), Vaghi (Pagano e L'eremita) - Dir. Panizza
- Dicembre 1930 - La Forza del Destino (Giuseppe Verdi) - Scacciati (Leonora), Merli (Don Alvaro), Galeffi (Don Carlo), Vaghi (Padre Guardiano) - Dir. Del Campo
- Gennaio 1931 - Aida (Giuseppe Verdi) - Scacciati (poi Pacetti) (Aida), Stignani (Amneris), Merli (poi Taccani) (Radames), Galeffi (Amonasro), Righetti (Ramfis) - Dir. Del Campo
- Marzo 1931 - Norma (Vincenzo Bellini) - Scacciati (Norma), Mirassou (poi Trantoul) (Pollione), Pasero (Oroveso), Stignani (Adalgisa) - Dir. Del Campo
- Dicembre 1931 e gennaio 1932 - Norma (Vincenzo Bellini) - Scacciati (Norma), Pertile (Pollione), Stignani (Adalgisa), De Angelis (Oroveso) - Dir. Panizza (Furono effettuate solo tre delle quattro recite previste per l'indisposizione del tenore Verona, doppio di Pertile, impegnato a sua volta nella recita serale di Fedora).
- Aprile 1933 - Aida (Giuseppe Verdi) - Scacciati (poi Cigna) (Aida), Pertile (Radames), Buades (Amneris), Franci (Amonasro), Santiago Font (Ramfis) - Dir. de Sabata

## Discografia

### Columbia
Opere complete
- Tosca - Bianca Scacciati, Alessandro Granda, Enrico Molinari, Salvatore Baccaloni - Dir. Lorenzo Molajoli - 1929 - Dischi doppi 78 giri Columbia D 14594/14607 - Ø 30
- Il trovatore - Francesco Merli, Bianca Scacciati, Enrico Molinari, Giuseppina Zinetti, Corrado Zambelli - Dir. Molajoli- 1930 Dischi doppi 78 giri Columbia GQX 10047/10060, ristampati in 33 giri Mono Columbia QCX 10143/4, EMI "Discoteca Classica" 3 C 153 03024/25(1978)

Brani singoli
(Numero del disco, Lato A e Lato B, Ø = diametro del disco in centimetri):
- D 12475 - Aida - Duetto Rivedrai le foreste I | Aida - Rivedrai le foreste II.a parte (con il baritono Augusto Beuf)
- D 12476 - Il Trovatore - Tacea la notte placida | Il Trovatore - D'amor sull'ali rosee - Ø 25
- D 12491 (e DQ 1067) - Mefistofele - L'altra notte in fondo al mare | Mefistofele - Spunta l'aurora pallida - Ø 25
- D 12517 (e GQ 7038) - Turandot - In questa reggia I parte | Turandot - In questa reggia II parte (con il tenore F. Merli) - Ø 25
- D 12518 (e CQ 709) - Cavalleria Rusticana - Voi lo sapete | Tosca - Vissi d'arte - Ø 25
- D 12519 - Manon Lescaut - In quelle trine morbide | Un ballo in maschera - Ma dall'arido stelo - Ø 25
- D 12555 (e GQ 7069) - La Bohème - Donde lieta uscì | Otello (Verdi) - Ora e per sempre (Tenore F.Merli) - Ø 25
- D 12576 (e DQ 1060) - La Gioconda - Suicidio! | La Wally - Ebben, ne andrò lontana - Ø 25
- D 12605 (e DQ 1117) - Il Trovatore - Tacea la notte placida | Il Trovatore - Cabaletta (Di tal amor)
- D 14712 (e GQX 10252) - Andrea Chenier - Duetto atto IV La nostra morte (con il tenore Francesco Merli) | Cavalleria Rusticana - Voi lo sapete o mamma - Ø 30
- D 14714 (e CQX 16502) [1] - Andrea Chenier - La mamma morta (Sop. B.Scacciati) | Andrea Chenier - Un di m'era di gioia (Bar. M.Stabile) - Ø 30
- D 14691 (e GQX 10231) - La Bohème - Si, mi chiamano Mimì (Sop. B.Scacciati) | Il Barbiere di Siviglia - La Calunnia (Basso T. Pasero) - Ø 30
- D 15256 (e DQ 1132) - Aida - Ritorna vincitor I | Aida - Ritorna vincitor II.a parte
- D 18023 (e GQX 10161) - Tosca - O dolci mani | Tosca - Amaro sol per te - (con il tenore Alessandro Granda) - Ø 30
- D 18027 (e GQX 10165) - Un ballo in maschera - Morrò, ma prima in grazia | Tosca - Vissi d'arte - Ø 30
- D 18064 (e GQX 10202) - Il Guarany - Sento una forza indomita I | Il Guarany - Sento una forza indomita II.a parte (con il tenore Francesco Merli) - Ø 30
- D 18069 (e GQX 10206) - La Forza del Destino - Me pellegrina ed orfana | Pace mio Dio
- D 18076 (e GQX 10213) - La Forza del Destino - Terzetto Finale (con F.Merli e T.Pasero) (B) | Loreley - O forze recondite (A) - Ø 30
- GQX 10202 - Ruy Blas - Duetto Io che tentai | seguito Duetto O dolce voluttà (con il tenore Francesco Merli) - Ø 30
- GQX 10203 - Lorely - Deh Ti rammento | Loreley - Vieni Deh Vieni (con il tenore Francesco Merli) - Ø 30
- GQX 10206 - La Forza del Destino - Me pellegrina ed orfana | Pace mio Dio - Ø 30
- GQX 10212 - Andrea Chenier - Duetto "Vicino a te" | seguito Duetto "La nostra morte" (con il tenore Francesco Merli) - Ø 30
- GQX 10521 - I Lombardi alla Prima Crociata - Terzetto Qui posa il fianco | seguito Terzetto Qual voluttà trascorre (con F.Merli e T.Pasero, violino E.Minetti) - Ø 30

N.B. (Tra parentesi le ristampe)
Dischi "La Cigale" London (sottomarca Columbia)
- D 12713 - Cavalleria Rusticana - Voi lo sapete o mamma | Tosca - Vissi d'arte
- D 12719 - Turandot - In questa reggia | Turandot - Enigmi II.a parte (con Francesco Merli)

Altre etichette:

### Excelsius - Edizioni Ricordi
- RI 8127 - Cavalleria Rusticana - Voi lo sapete o mamma | Tosca - Vissi d'arte (direttore d'orchestra Paolo Lo Monaco, Professori d'Orchestra della Scala di Milano) - Matrici M/3636 e M/3637 - Ø 25

## Repertorio operistico
| Ruolo                   | Titolo                         | Autore    |
| ----------------------- | ------------------------------ | --------- |
| Norma                   | Norma                          | Bellini   |
| Margherita              | Mefistofele                    | Boito     |
| Asteria                 | Nerone                         | Boito     |
| Wally                   | La Wally                       | Catalani  |
| Maddalena di Coigny     | Andrea Chénier                 | Giordano  |
| Stefania                | Siberia                        | Giordano  |
| Margherita              | Faust                          | Gounod    |
| Santuzza                | Cavalleria rusticana           | Mascagni  |
| Iris                    | Iris                           | Mascagni  |
| Valentina               | Gli ugonotti                   | Meyerbeer |
| Manon Lescaut           | Manon Lescaut                  | Puccini   |
| Mimì                    | La bohème                      | Puccini   |
| Floria Tosca            | Tosca                          | Puccini   |
| Turandot                | Turandot                       | Puccini   |
| Giulia                  | La Vestale                     | Spontini  |
| Giselda                 | I Lombardi alla prima crociata | Verdi     |
| Lady Macbeth            | Macbeth                        | Verdi     |
| Leonora                 | Il trovatore                   | Verdi     |
| Amelia                  | Un ballo in maschera           | Verdi     |
| Donna Leonora di Vargas | La forza del destino           | Verdi     |
| Elisabetta di Valois    | Don Carlo                      | Verdi     |
| Aida                    | Aida                           | Verdi     |
| Desdemona               | Otello                         | Verdi     |